# Praŭdzinski
Praŭdzinski (vitryska: Праўдзінскі) är ett municipalsamhälle i Vitryssland.   Den ligger i voblasten Minsks voblast, i den centrala delen av landet, 50 km söder om huvudstaden Horad Mіnsk. Praŭdzinski ligger 177 meter över havet och antalet invånare är 2 288.

## Natur
Terrängen runt Praŭdzinski är mycket platt. Närmaste större samhälle är Druzjny, 11,9 km norr om Praŭdzinski.